# Ховард, Джеймс Ньютон
Джеймс Ньютон Ховард (англ. James Newton Howard; родился 9 июня 1951 года, Лос-Анджелес, Калифорния, США) — американский композитор.

## Карьера
Написал музыку ко множеству популярных фильмов, таких как «Красотка», «С меня хватит», «Беглец», «Адвокат дьявола», «Шестое чувство», трилогия «Голодные игры» и др.

## Личная жизнь
В 1986—1987 годах был женат на Розанне Аркетт.

## Фильмография

### Композитор
- 2022 — Фантастические твари: Тайны Дамблдора / Fantastic Beasts: The Secrets of Dumbledore
- 2021 — Райя и последний дракон / Raya and the Last Dragon
- 2021 — Круиз по джунглям / Jungle Cruise
- 2020 — Эмили в Париже / Emily in Paris
- 2020 — Новости со всех концов света / News of the World
- 2019 — Тайная жизнь / A Hidden Life
- 2018 — Фантастические твари: Преступления Грин-де-Вальда / Fantastic Beasts: The Crimes of Grindelwald
- 2018 — Щелкунчик и четыре королевства / The Nutcracker and the Four Realms
- 2018 — Красный воробей / Red Sparrow
- 2017 — Роман Израэл, Esq. / Roman J Israel, Esq.
- 2017 — Детройт / Detroit
- 2017 — Лемони Сникет: 33 несчастья / A Series of Unfortunate Events
- 2016 — Фантастические твари и где они обитают / Fantastic Beasts and Where to Find Them
- 2016 — Джек Ричер 2: Никогда не возвращайся / Jack Reacher: Never Go Back
- 2016 — Белоснежка и охотник 2 / The Huntsman: Winter’s War
- 2015 — Защитник / Concussion
- 2015 — Голодные игры: Сойка-пересмешница. Часть 2 / The Hunger Games: Mockingjay — Part 2
- 2014 — Голодные игры: Сойка-пересмешница. Часть 1 / The Hunger Games: Mockingjay — Part 1
- 2014 — Кат Бэнк / Cut Bank
- 2014 — Малефисента / Maleficent
- 2013 — Паркленд / Parkland
- 2013 — Голодные игры: И вспыхнет пламя / The Hunger Games: Catching Fire
- 2013 — После нашей эры / After Earth
- 2012 — Эволюция Борна / The Bourne Legacy
- 2012 — Голодные игры / The Hunger Games
- 2012 — Белоснежка и охотник / Snow White & the Huntsman
- 2011 — Зелёный Фонарь / The Green Lantern
- 2011 — Воды слонам / Water for elephants
- 2011 — Зелёный Шершень / The Green Hornet
- 2010 — До последнего вздоха / Inhale
- 2010 — Турист / The Tourist
- 2010 — Солт / Salt
- 2010 — Рискованная партия / Risk Pool, The
- 2010 — Гномео и Джульетта / Gnomeo and Juliet
- 2010 — Повелитель стихий / Last Airbender
- 2009 — The Love Ranch
- 2009 — Ничего личного / Duplicity
- 2009 — Шопоголик / Confessions of a Shopaholic
- 2008 — Вызов / Defiance
- 2008 — Youssou Ndour: I Bring What I Love
- 2008 — Тёмный рыцарь / Dark Knight, The (совместно с Хансом Циммером)
- 2008 — Явление / Happening, The
- 2008 — Шальные деньги / Mad Money
- 2007 — Большие спорщики / Great Debaters, The
- 2007 — Война Чарли Уилсона / Charlie Wilson’s War
- 2007 — Я — легенда / I Am Legend
- 2007 — Мой домашний динозавр / Water Horse, The
- 2007 — Майкл Клейтон / Michael Clayton
- 2007 — Обман / Lookout, The
- 2006 — Reflections of Lady in the Water (видео)
- 2006 — Кровавый алмаз / Blood Diamond
- 2006 — Девушка из воды / Lady in the Water
- 2006 — Дурдом на колесах / RV
- 2006 — Обратная сторона правды / Freedomland
- 2005 — Кинг Конг / King Kong
- 2005 — Бэтмен: Начало / Batman Begins (совместно с Хансом Циммером)
- 2005 — Переводчица / Interpreter, The
- 2005 — Звонок 2 / Ring Two, The
- 2004 — Соучастник / Collateral
- 2004 — Таинственный лес / Village, The
- 2004 — Идальго: Погоня в пустыне / Hidalgo
- 2003 — Питер Пэн / Peter Pan
- 2003 — Ловец снов / Dreamcatcher
- 2002 — Планета сокровищ / Treasure Planet
- 2002 — De entre los zapatos
- 2002 — Императорский клуб / Emperor’s Club, The
- 2002 — Кто убил Виктора Фокса / Unconditional Love
- 2002 — Знаки / Signs
- 2002 — Большие неприятности / Big Trouble
- 2001 — Любимцы Америки / America’s Sweethearts
- 2001 — Атлантида: Затерянный мир / Atlantis: The Lost Empire
- 2000 — Вертикальный предел / Vertical Limit
- 2000 — Неуязвимый / Unbreakable
- 2000—2001 — Скрещивание Гидеона (сериал) / Gideon’s Crossing
- 2000 — Динозавр / Dinosaur
- 1999 — Wayward Son
- 1999 — Заснеженные кедры / Snow Falling on Cedars
- 1999 — Доктор Мамфорд / Mumford
- 1999 — Шестое чувство / Sixth Sense, The
- 1999 — Отзвуки эха / Stir of Echoes
- 1999 — Сбежавшая невеста / Runaway Bride
- 1998 — Идеальное убийство / A Perfect Murder
- 1998 — С Земли на Луну (сериал) / From the Earth to the Moon
- 1997 — Почтальон / Postman, The
- 1997 — Адвокат дьявола / Devil’s Advocate, The
- 1997 — Свадьба лучшего друга / My Best Friend’s Wedding
- 1997 — День отца / Fathers' Day
- 1997 — Роми и Мишель на встрече выпускников / Romy and Michele’s High School Reunion
- 1997 — Лжец, лжец / Liar Liar
- 1997 — Пик Данте / Dante’s Peak
- 1996 — Один прекрасный день / One Fine Day
- 1996 — Космический джем / Space Jam
- 1996 — Эффект спускового крючка / Trigger Effect, The
- 1996 — Первобытный страх / Primal Fear
- 1996 — Присяжная / Juror, The
- 1996 — Око за око / Eye for an Eye
- 1995 — Королевская милость / Restoration
- 1995 — Водный мир / Waterworld
- 1995 — Французский поцелуй / French Kiss
- 1995 — Эпидемия / Outbreak
- 1995 — Правое дело / Just Cause
- 1994 — Джуниор / Junior
- 1994 — Уайетт Эрп / Wyatt Earp
- 1994 — На перепутье / Intersection
- 1993 — Живые: Двадцать лет спустя (видео) / Alive: 20 Years Later
- 1993 — Святой из форта Вашингтон / Saint of Fort Washington, The
- 1993 — Беглец / Fugitive, The
- 1993 — Дэйв / Dave
- 1993 — С меня хватит / Falling Down
- 1992 — Выжить / Alive
- 1992 — Ночь в большом городе / Night and the City
- 1992 — Американское сердце / American Heart
- 1992 — Американцы / Glengarry Glen Ross
- 1992 — Поединок в Диггстауне / Diggstown
- 1992 — Частный случай (ТВ) / A Private Matter
- 1991 — Большой каньон / Grand Canyon
- 1991 — Повелитель приливов / Prince of Tides, The
- 1991 — Моя девочка / My Girl
- 1991 — Человек на Луне / Man in the Moon, The
- 1991 — Умереть молодым / Dying Young
- 1991 — Виновен по подозрению / Guilty by Suspicion
- 1991 — Король Ральф / King Ralph
- 1990 — Падший ангел (ТВ) / Descending Angel
- 1990 — Трое мужчин и маленькая леди / 3 Men and a Little Lady
- 1990 — Отмеченный смертью / Marked for Death
- 1990 — Кто-то ведь должен это снимать (ТВ) / Somebody Has to Shoot the Picture
- 1990 — Коматозники / Flatliners
- 1990 — Revealing Evidence: Stalking the Honolulu Strangler (ТВ)
- 1990 — Красотка / Pretty Woman
- 1990 — Кадиллак / Coupe de Ville
- 1990 — Image, The (ТВ)
- 1989 — Доставить по назначению / Package, The
- 1989 — Высшая лига / Major League
- 1989 — Tap (1989)
- 1988 — Стопроцентный американец для всех / Everybody’s All-American
- 1988 — Иди к свету (ТВ) / Go Toward the Light
- 1988 — Некоторые девчонки / Some Girls
- 1988 — Сайгон / Off Limits
- 1987 — Далекие мечты / Promised Land
- 1987 — Русские / Russkies
- 1987 — Пять углов / Five Corners
- 1987 — Campus Man
- 1986 — Девчонка не промах / Nobody’s Fool
- 1986 — Крутые мужики / Tough Guys
- 1986 — 8 миллионов способов умереть / 8 Million Ways to Die
- 1986 — Контора / Head Office

### Актёр
- 2006 — Reflections of Lady in the Water (видео)
- 1981 — Elton John in Central Park New York (ТВ) — клавишник

## Награды
- 2021 — Номинант — Премия «Оскар» за лучшую музыку к фильму — Новости со всего света
- 2021 — Номинант — Премия «Золотой глобус» за лучшую музыку к фильму — Новости со всего света
- 2017 — Номинант — Премия «Эмми» за выдающийся саундтрек для сериала — Лемони Сникет: 33 несчастья
- 2016 — Номинант — Премия «Эмми» за выдающийся саундтрек для мини-сериала, фильма или специального выпуска — До самого конца
- 2009 — Номинант — Премия «Оскар» за лучшую музыку к фильму — Вызов
- 2009 — Номинант — Премия «Золотой глобус» за лучшую музыку к фильму — Вызов
- 2009 — Номинант — Премия BAFTA за лучшую музыку к фильму — Темный рыцарь
- 2008 — Номинант — Премия «Оскар» за лучшую музыку к фильму — Майкл Клейтон
- 2005 — Номинант — Премия «Оскар» за лучшую музыку к фильму — Таинственный лес
- 2005 — Номинант — Премия «Золотой глобус» за лучшую музыку к фильму — Кинг-Конг
- 2001 — Победитель — Премия «Эмми» за лучшую музыкальную тему для вступительных титров — Перекрёсток Гидеона
- 1998 — Номинант — Премия «Оскар» за лучшую музыку к фильму — Свадьба лучшего друга
- 1997 — Номинант — Премия «Оскар» за лучшую песню к фильму — Один прекрасный день
- 1997 — Номинант — Премия «Золотой глобус» за лучшую песню — Один прекрасный день
- 1995 — Номинант — Премия «Оскар» за лучшую песню к фильму — Джуниор
- 1995 — Номинант — Премия «Золотой глобус» за лучшую песню — Джуниор
- 1995 — Номинант — Премия «Эмми» за лучшую музыкальную тему для вступительных титров — Скорая помощь
- 1994 — Номинант — Премия «Оскар» за лучшую музыку к фильму — Беглец
- 1992 — Номинант — Премия «Оскар» за лучшую музыку к фильму — Повелитель приливов
- 1989 — Номинант — Премия «Эмми» за лучшую музыкальную тему для вступительных титров — Men (TV series)